# Stazione di Alanno
La stazione di Alanno è una stazione ferroviaria posta sulla ferrovia Roma-Pescara, a servizio del comune di Alanno.

## Movimento
Effettuano fermata presso la stazione alcuni treni regionali gestiti da TUA e Trenitalia nell'ambito del contratto di servizio stipulato con la Regione Abruzzo, che collegano Alanno con Pescara, Teramo, Torre de' Passeri, Sulmona e Avezzano.
Al 2007 l'impianto risultava frequentato da un traffico giornaliero medio di 158 persone.